# Dharapani (Surkhet)
Dharapani (nep. धारापानी) – gaun wikas samiti w zachodniej części Nepalu w strefie Bheri w dystrykcie Surkhet. Według nepalskiego spisu powszechnego z 2001 roku liczył on 484 gospodarstw domowych i 2905 mieszkańców (1482 kobiet i 1423 mężczyzn).